# USS Revenge (1777)
USS Revenge – amerykańska kuter z okresu wojny o niepodległość Stanów Zjednoczonych. Zakupiony na potrzeby amerykańskiej marynarki wojennej we Francji w 1777 roku. Drugi okręt w historii amerykańskiej marynarki wojennej noszący imię „Revenge”. 

## Projekt i budowa
Wiosną lub latem 1777 roku, William Hodge, działając z polecenia amerykańskich ambasadorów we Francji; Benjamina Franklina i Silasa Deanea, zakupił w Dunkierce małą jednostkę żaglową dla nowo tworzonej amerykańskiej marynarki wojennej. Zakup i wyposażanie okrętu w neutralnej Francji spotkały się z protestem brytyjskiego ambasadora w Paryżu. William Hodge w celu załagodzenia sporu pozornie sprzedał okręt nowemu cywilnemu brytyjskiemu właścicielowi .

## Służba

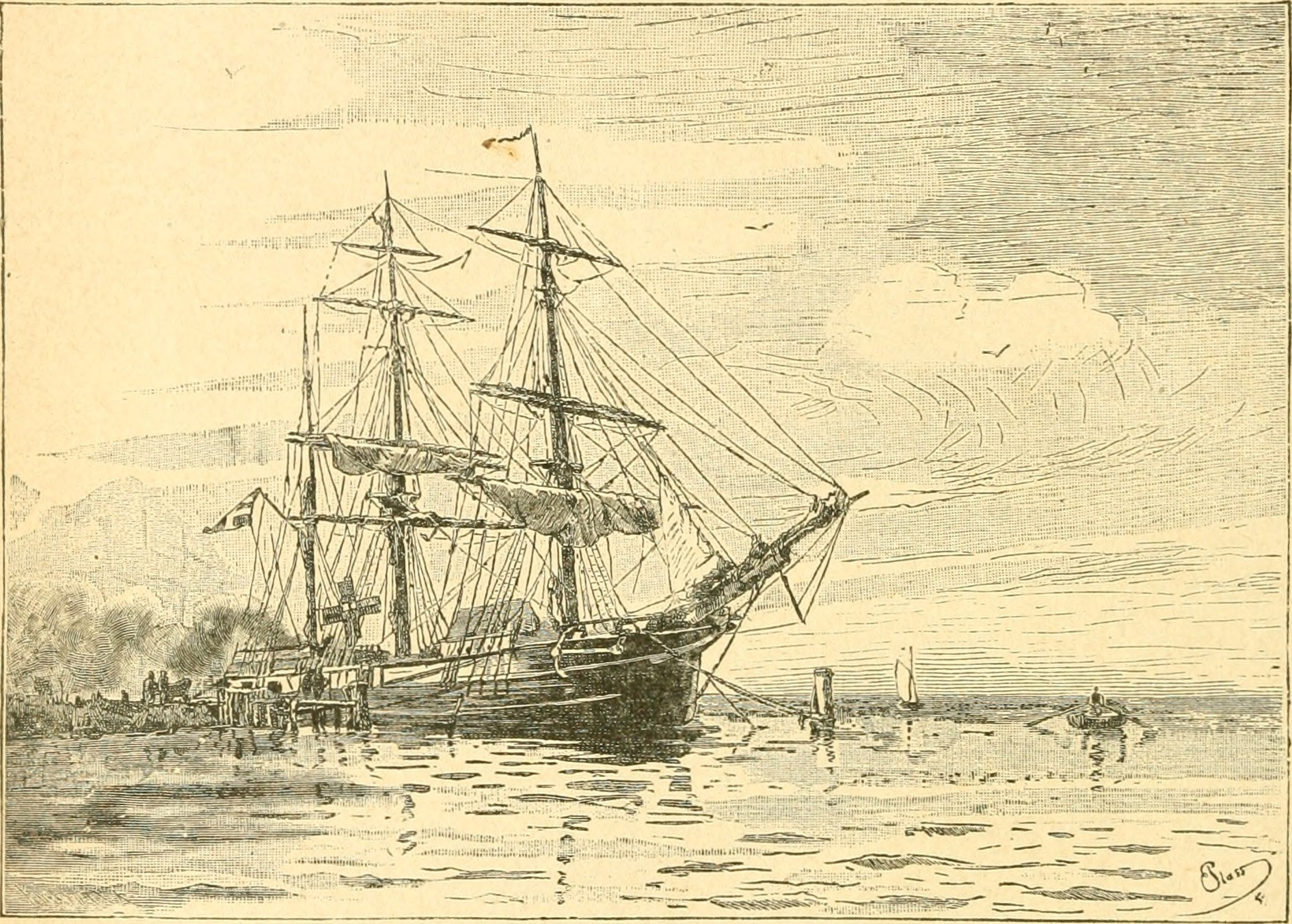
USS „Revenge” w 1777 roku uzupełnia zapasy w irlandzkim porcie

„Revenge” opuścił Francję 17 lipca 1777 roku, kierując się jako jednostka handlowa do Norwegii. Podczas rejsu dowództwo nad jednostką przejął amerykański oficer Gustavus Conyngham i na wodach Morza Północnego rozpoczął działania przeciwko brytyjskim jednostkom. W ciągu tygodnia zdobył trzy brytyjskie jednostki handlowe, z których pierwszą był szkuner „Happy Return”. Początkowe sukcesy amerykanów spowodowały zaburzenie w brytyjskim handlu morskim a także wzrost stawek ubezpieczeniowych towarów transportowanych drogą morską. Przez kolejne dwa miesiące okręt operował w pobliżu Wysp Brytyjskich, zdobywając kolejne brytyjskie jednostki . Jesienią 1777 roku, okręt przemieścił się na południe Europy, gdzie operując z hiszpańskich portów, atakował brytyjskie jednostki handlowe w rejonie Morza Śródziemnego, Wysp Kanaryjskich i Azorów. Presja ze strony Royal Navy a także brytyjskie naciski dyplomatyczne na władze Hiszpanii, zmusiły 1 września 1778 roku, dowódcę „Revenge” do opuszczenia Hiszpania i udania się w rejon Karaibów . Do tego czasu okręt zdobył 60 brytyjskich jednostek, z czego 33 zniszczył, a 27 odesłał do portów jako pryzy. Okręt powrócił do Filadelfii 21 lutego 1779 roku. Ładownie okrętu były wypełnione bronią i amunicją dla wojsk Armii Kontynentalnej w Karolinie Południowej . 
12 marca 1779 roku na mocy uchwały Kongresu Kontynentalnego, okręt został sprzedany na publicznej aukcji. Jako jednostka korsarska, operował w rejonie zatoki Delaware, ochraniając amerykańską żeglugę. 27 kwietnia 1779 roku, został zdobyty przez brytyjski okręt HMS „Galatea” . 